# الصيرفة باستعمال الهاتف المحمول

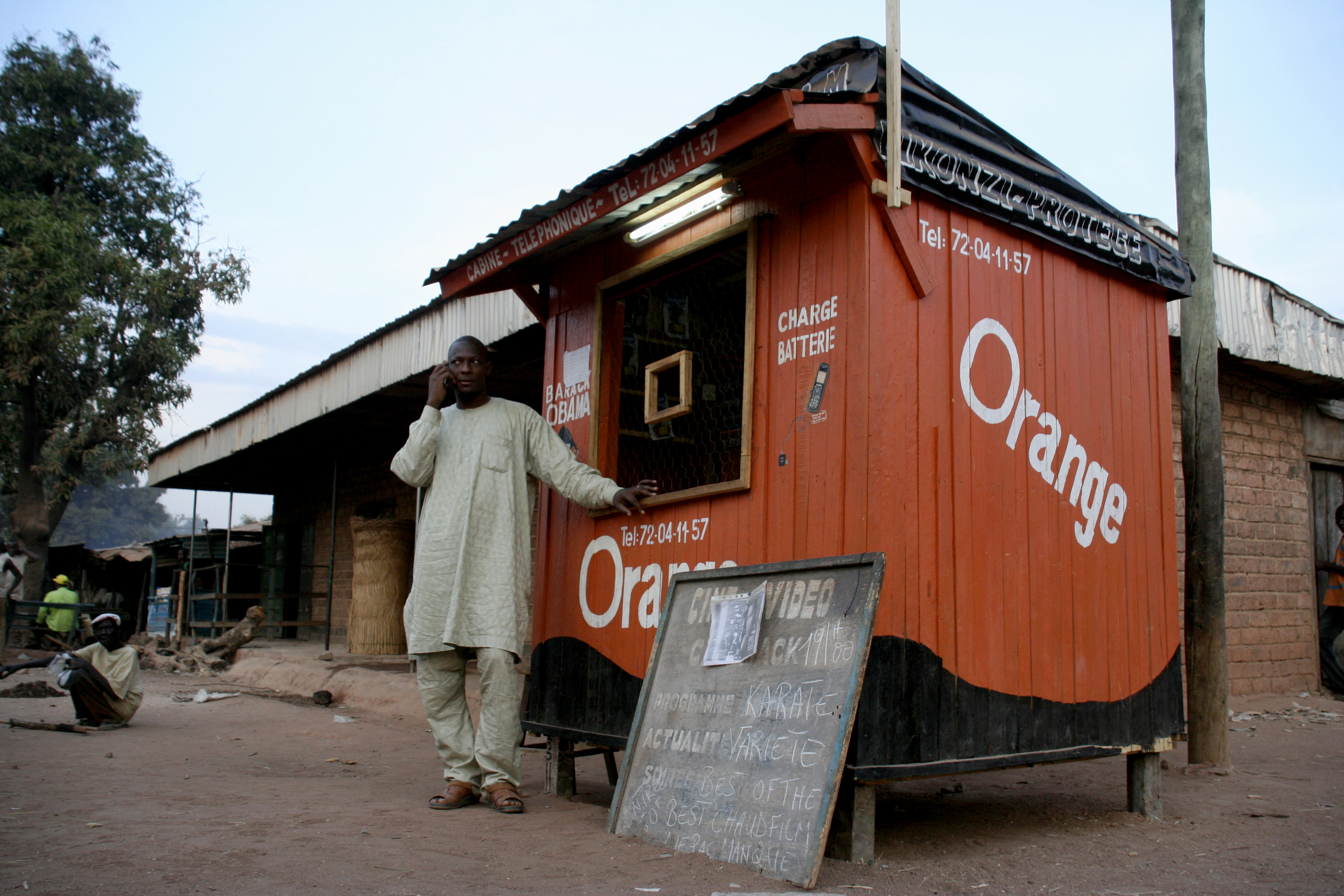

الصيرفة باستعمال الهاتف المحمول (بالإنجليزية: Mobile Banking) هي مفهوم مشابة للبنوك الالكترونية، حيث تقوم فكرة البنوك الخلوية على تزويد الخدمات المصرفية للزبائن في أي مكان وفي أي وقت من خلال استخدام الهاتف الخلوي،

## بعض الأمثلة على الخدمات المصرفية المزودة عبر الهواتف الخلوية
1. الخدمات المعلوماتية: كالاستعلام عن الارصدة والاطلاع على عروض المصارف واسعار العملات والفوائد ومعدلاتها والاستشارات والنصائح بشان القروض والتسهيلات ومواقع البنك الفعلية ودوائره وغير ذلك من خدمات استعلامية
2. الخدمات المالية: كتحويل النقود من حساب إلى حساب وخدمات الدفع النقدي وفتح الحسابات وغلاقها وغيرها من الأعمال والخدمات المصرفية

## عناصر حماية استخدام الهاتف الخلوي في التبادلات المصرفية
يجب العمل على توفير الحماية التقنية لنظم المعلومات بوجه عام وهو ما أدى إلى ابتكار وسائل تقنية متنامية كجدران النار وكلمات السر ووسائل التعريف البيولوجية والتشفير وغيرها لضمان حماية تبادل المعلومات بشكل صحيح والحفاظ على السرية، وبشكل عام فان مختلف وسائل الحماية (التقنية والقانونية) تهدف إلى تامين الحماية والتي تمثل في الوقت ذاته عناصر النظام الأمني للمعلومات المتبادلة بواسطة الهواتف الخلوية:
- استيقان القدرة على إثبات شخصية الطرف الأخر على الشبكة وبنفس الوقت إثبات شخصية الموقع للمستخدم.
- خصوصية الخصوصية أو حماية بيانات المستخدم من الإفشاء والاطلاع دون إذن أو تخويل.
- Access Control الصلاحيات وتحديد مناطق الاستخدام المسموحة لكل مستخدم وأوقاته.
- استقامة تكاملية وسلامة المحتوى وتتصل بالتأكد من أن المعلومة التي أرسلت هي نفسها التي تم تلقيها من الطرف الأخر.
- عدم الإنكار عدم الإنكار إذ لا يكفي فقط إثبات شخصية المستخدم أو الموقع بل يتعين ضمان عدم إنكار منفذ التصرف صدور التصرف عنه.
- تواجدية استمرارية توفر المعلومات أو الخدمة، إذ لا يكفي الوجود وتقديم الخدمة الالكترونية ووجود النظام الإلكتروني ويتعين ضمان استمرار الوجود وحماية النظام من أنشطة التعطيل (كهجمات إنكار الخدمة).